# Caminhos do Cinema Português
O Festival Caminhos do Cinema Português é o único festival de cinema exclusivamente português, realizado em Portugal. É organizado pelo Centro de Estudos Cinematográficos da Associação Académica de Coimbra, é considerado pelo ICA (Instituto de Cinema e Audiovisual), como o sexto festival de cinema em Portugal, ocorrendo em Coimbra. Também é marcante ser um dos poucos festivais de cinema realizados fora da Grande Lisboa e Grande Porto.

## Enquadramento Histórico
O projecto do festival “Caminhos do Cinema Português” nasceu em 1988 na sequência do Curso de Verão, com o nome homónimo, que a Sala de Estudos Cinematográficos da Faculdade de Letras da Universidade de Coimbra ministrava para estrangeiros e que se constituía como uma espécie de complemento às sessões teóricas para o visionamento de filmes.
Realizou-se então a primeira edição da então Mostra de Cinema Português, organizada à data entre a Faculdade de Letras da Universidade de Coimbra e o Centro de Estudos Cinematográficos/AAC. Mostra esta que foi evoluindo, tornando-se mais tarde no Festival que projecta a produção cinematográfica nacional. O programa desta primeira edição contou com obras de realizadores consagrados, tais como Paulo Rocha, Luís Filipe Rocha, João César Monteiro e o incontornável Manoel de Oliveira. Seguiram-se mais duas mostras em 1989 e 1990 que apostaram essencialmente em mostrar cinema português tendo por base não um formato competitivo, mas sim uma temática. Na terceira edição, a programação subordinou-se a três grandes eixos que foram: O Documento – com a projecção de filmes como “Trás-os-Montes” de António Reis e Margarida Cordeiro, “Belarmino” de Fernando Lopes, A Fuga de Luís Filipe Rocha, O Texto – com filmes como “Amor de Perdição” de Manoel de Oliveira, “Conversa Acabada” de João Botelho, “Crónica dos Bons Malandros” de Fernando Lopes, O Imaginário – em que foram projectados filmes, como “Os Verdes Anos” de Paulo Rocha, “Um Adeus Português” de João Botelho e Leonor Pinhão, entre muitos outros.
O evento sofreu então um interregno de sete anos e só volta a surgir com a quarta edição em 1997, numa organização do Centro de Estudos Cinematográficos/AAC. É a partir daí reconhecido como um evento de “manifesto interesse cultural”, e os Caminhos do Cinema Português afirma-se como o único Festival de Cinema Português. A quarta edição, outrora Mostra, agora Festival, deu destaque a toda a produção nacional, sempre com o intuito de dar a conhecer as obras pouco divulgadas e até inéditas, junto do grande público.
A partir da quinta edição, os Caminhos do Cinema Português caracterizam-se pela afirmação como verdadeiro festival de Cinema. Nesta edição do Festival foram atribuídos pela primeira vez prémios, com a constituição de um Júri Oficial e com a auscultação do Público para premiar os filmes. A estabilidade do Festival tem desde então sido uma constante, com a sucessiva introdução de novas actividades como os Ensaios Visuais e a Secção Caminhos Juniores, sendo a primeira dedicada às Escolas de Cinema e a segunda aos Jardins-de-Infância e Escolas do 1º Ciclo, criando-se desta forma um serviço educativo com o intuito de motivar as crianças e os docentes para o ensino por meio do audiovisual.
Desde 2003, o festival incorporou igualmente nas suas edições, uma vertente formativa, através do desenvolvimento de múltiplos workshops, com grandes nomes da cinematografia portuguesa como Abi Feijó, Virgílio de Almeida, Paulo Filipe Monteiro, Henrique Espírito Santo, Fernando Mateus e Cláudia Tomaz, entre outros. 
De destacar a regularidade com que a Federação Internacional de Cineclubes nomeia júris para avaliar os filmes em competição que sejam legendados em francês ou Inglês e atribuir anualmente o Premio D. Quijote, que para além de uma estatueta consiste ainda na selecção automática do filme vencedor para o Festival Internacional dos Cineclubes, organizado anualmente em Itália pela federação.
Outra dinâmica introduzida no festival ao longo das diferentes edições passou pela realização de diversos colóquios e conferências subordinados à temática da cultura em geral, mas também do cinema e da sua produção. De destacar, entre outras realizadas no passado, são: “A Crítica de Cinema em Portugal” moderado por Fernando Oliveira e com as intervenções de José Miguel Gaspar (Jornal de Notícias), Hélder Beja e Paulo Granja (FLUC), e também “Cinema Português: o Estado da Arte” que foi moderado por Paulo Granja e teve como intervenientes Margarida Gil (APR - Realizadora), José Carlos de Oliveira (ARCA - Realizador), João Paulo Macedo (Fike), Rita Freitas (FPCC), Abílio Hernandez (FLUC) e António Pedro Pita (DRCC).
Também uma aposta bem sucedida, têm sido as Sessões Especiais para as Escolas do distrito de Coimbra, Caminhos Juniores, dando a oportunidade aos mais pequenos de entrar numa sala de cinema, despertar a sua atenção e a dos educadores que os acompanham para os filmes de animação portugueses. Um papel social que o Festival Caminhos Cinema Português não pode abandonar. Formar os públicos e fomentar a fruição do nosso cinema.

## Contemporaneidade
Em 2010, XVIII Edição, realizou-se uma edição marcante na história do festival com um enorme salto qualitativo e quantitativo. Pela primeira vez foram atribuídos, numa iniciativa inédita em Portugal, os prémios técnicos no Cinema Português com o Júri Caminhos. Foi neste ano que foi atingido o número marcante de 9055 espectadores e se promoveu um grande número de actividades e novas formas de comunicação atingindo finalmente o estatuto de festival nacional.
Na XVIII, 2011, o festival continuou a inovar nas actividades promovidas superando qualitativamente as edições anteriores reafirmando o carácter nacional do festival.Foi o ano em que foram instroduzidas as Master-Sessions, após as Secções Competitivas, e promovemos uma relação mais intensa com dos nossos espectadores com os cineastas portugueses. Desde então têm marcado presença, frente à nossa tela, individualidades como Luís Miguel Rocha, Luís Reis Torgal, Vicente Alves do Ó, Raquel Freire, João Viana ou Inês de Medeiros debatendo-se e procurando novos Caminhos para o Cinema Português.
A XVIII edição, em 2011, introduziu um novo panorama da formação do cinema a nível nacional. É nesta edição que se promove a primeira edição do curso Cinemalogia — Da Ideia ao Filme conseguindo atrair dos mais reputados cineastas nacionais como formadores com formandos de todo o país.
A XIX Edição, 2012, é uma edição de referência no que toca à cobertura mediática e à capacidade de comunicação do Festival Caminhos Cinema Português num ano recorde das audiências de filmes nacionais, 5% da quota. Esse ano ficou ainda marcado pelos cortes nos apoios à produção de Cinema em Portugal. Os atrasos na abertura dos concursos inviabilizaram a regularidade do festival.  2012 é igualmente um ano de records. Record nas submissões, mais de 300, e por consequência nas taxas de rejeição dos filmes, 47.7% nos Ensaios Visuais e 72% na Secção Competitiva, confirmando que apenas passam nestes Caminhos os melhores do Cinema Português.
Durante o período de 2008 a 2012 foi atingida uma audiência média próxima dos 7500 espectadores. Este é um festival realizado fora dos grandes círculos nacionais e dedicado em exclusivo ao nosso cinema, batalhando na promoção e descentralização da oferta cinematográfica em Portugal. Este festival reforça os laços da população com o Cinema Português do ponto de vista não só da fruição, mas também da formação e discussão sobre as temáticas e os problemas que lhe são inerentes.

## Organização
O Centro de Estudos Cinematográficos/AAC mantém uma parceria de organização com a Caminhos do Cinema Português - Associação de Artes Cinematográficas de Coimbra, que já existe desde 2001. Esta parceria, quer continuar a imprimir uma marca de distinção ao projecto sendo no entanto fiel às suas origem e ao seu carácter único no panorama do cinema nacional.
Estes longos e ricos Caminhos foram construídos por várias gerações de estudantes e cine-clubistas, que de forma totalmente voluntária, permitiram tornar Coimbra a Capital do Cinema Português.
Do historial dos Caminhos, espera-se que se tracem novos Caminhos para o Cinema Português, continuando a afirmar a cidade de Coimbra como a Capital do Cinema Português, e que a anterior edição não seja a última do festival e do cinema português e, seja, sim, o início de uma nova época.

## Prémios
Prémios do Júri Oficial
- Grande Prémio do Festival
- Prémio para a Melhor Longa-metragem
- Prémio para a Melhor Curta-metragem
- Prémio para a Melhor Animação
- Prémio para o Melhor Documentário Porto Cruz

Prémios Caminhos do Cinema Português
- Melhor Actor do Cinema Português;
- Melhor Actor Secundário do Cinema Português
- Melhor Actriz do Cinema Português
- Melhor Actriz Secundária do Cinema Português
- Melhor Direcção Artística do Cinema Português;
- Melhor Fotografia do Cinema Português
- Melhor Guarda Roupa do Cinema Português
- Melhor Realizador do Cinema Português
- Melhor Caracterização do Cinema Português
- Melhor Montagem do Cinema Português
- Melhor Som do Cinema Português
- Melhor Argumento Original do Cinema Português
- Melhor Argumento Adaptado do Cinema Português
- Melhor Banda Sonora do Cinema Português

Prémio Revelação
- Prémio Revelação do Cinema Português, destina-se a primeiras obras em concurso.

Prémio do Público Chama Amarela
- Melhor Filme

Prémio D. Quijote Prémio da Federação Internacional de Cineclubes
- Melhor Filme

Prémio Ensaios Visuais
- Melhor Ensaio Visual
- Melhor Escola de Cinema

Prémio do Júri da Imprensa
- Melhor Filme